# Anata (banda)
Anata es una banda de death metal sueca, se formó en Varberg, Suecia, en 1993 con Fredrik Schalin a las guitarras y voz, Mattias Svensson como segunda guitarra, Robert Petterson como batería y Martin Sjöstrand al bajo. En sus inicios practicaban una mezcla de estilos incorporando elementos del thrash, doom y el death metal.
La banda comenzó a tocar con formaciones de la zona como Dissection, Lake of Tears y Beseech. Con el tiempo fueron tomando una dirección más oscura y death-metalera que se concreta en su primera demo Bury Forever the Garden of Lie en 1995.
La grabación tuvo repercusión en la prensa europea, pero Mattias Svensson y Martin Sjöstrand dejan la banda en 1996. Entraría al bajo Henrik Drake, con quien grabarían su segunda demo Vast Lands of My Infernal Dominion en 1997.
A finales de ese año se une como guitarra Andreas Allenmark para grabar el primer disco con el sello francés Season of Mist. Sería The Infernal Depths Of Hatred editado en 1998;
presentaba cuatro canciones de su segunda demo y cuatro temas nuevos.
La revista francesa Metallian lo elige disco del mes. Poco después presentan un split llamado WAR Vol. II con la banda Bethzaida. En él cada uno hace una versión y Anata toca
de Day of Suffering de Morbid Angel.
Sin dormirse en los laureles comienzan a escribir su segundo LP. Dreams of Death and Dismay
contendría 10 cortes de death metal agresivo. La diferencia básica con el trabajo anterior es
que comienzan a introducirse en terrenos progresivos abandonando los toques black del anterior. El
disco se edita en Relapse Records con permiso de Season of Miste.
En abril de 2001 el batería Robert Petersson deja la banda por cansancio, al tiempo, que el resto de miembros participan en el proyecto Rot Injected (con Björn Johansson y Conny Pettersson de los death melódicos Eternal Lies). Convencidos de la calidad de Conny le reclutan para sustituir a Robert.
A pesar del éxito de los trabajos anteriores Anata comienza a no sentirse a gusto con Season of Mist por su poca capacidad de difusión del disco a pesar de las buenas críticas. Es entonces cuando fichan por Earache Records con quien grabaran sus dos siguientes trabajos.
Tras su exitosa participación en el Maryland Deathfest de 2006 junto a bandas como Dismember, Machetazo o Haemorrage se confirma que su cuarto disco, The Conductor's Departure se editará el 12 de junio en Europa y dos semanas después en los Estados Unidos.

## Discografía
| Año        | Título                             | Formato | Sello           | Notas               |
| ---------- | ---------------------------------- | ------- | --------------- | ------------------- |
| 1995       | Bury Forever the Garden of Lie     | demo    |                 |                     |
| 1997       | Vast Lands of My Infernal Dominion | demo    |                 |                     |
| 1998       | The Infernal Depths of Hatred      | LP      | Season of Mist  |                     |
| 1999       | WAR Vol. II - Anata vs. Bethzaida  | EP      |                 | split con Bethzaida |
| 2001       | Dreams of Death and Dismay         | LP      | Relapse Records |                     |
| 2004       | Under a Stone With No Inscription  | LP      | Earache Records |                     |
| 2006-06-12 | The Conductor's Departure          | LP      | Earache Records |                     |